# パイシーズ (深海探査艇)
パイシーズ(PISCES:うお座の意)は研究用深海潜水艇である。カナダのバンクーバに置かれているHyco国際流体力学において設計製造され、最大深度は2,000m、乗員数は3名である。この潜水艇は複数の窓を持ち、試料の採取、環境の調査、装置の設置など各種水中作業が行える。耐圧殻はHY-100鋼製、内径7 ft (2.1 m)で、前部に直径6 in (15 cm)の視察窓を3箇所設けている。アラン・トライス（Alan Trice）によって設計されたパイシーズシリーズは、1960年代末に建造された初期の有人潜水艇を代表した潜水艇であり、海洋開発や海洋探査の主力を担った。パイシーズIIは最初に生産された形式で、1968年に設計が完了した。9機のパイシーズ潜水艇が1970年代末までに製造された。

## パイシーズIVとV
パイシーズIVとパイシーズVはハワイを拠点とし、アメリカ海洋大気庁で研究に用いられている。支援母船のカイミカイ＝オ＝カナロア(R/V Kaʻimikai-o-Kanaloa)は、パイシーズVとパイシーズIVを搭載し、Aフレームホイストを用いて潜水艇を後部デッキから海中へと送り出す。

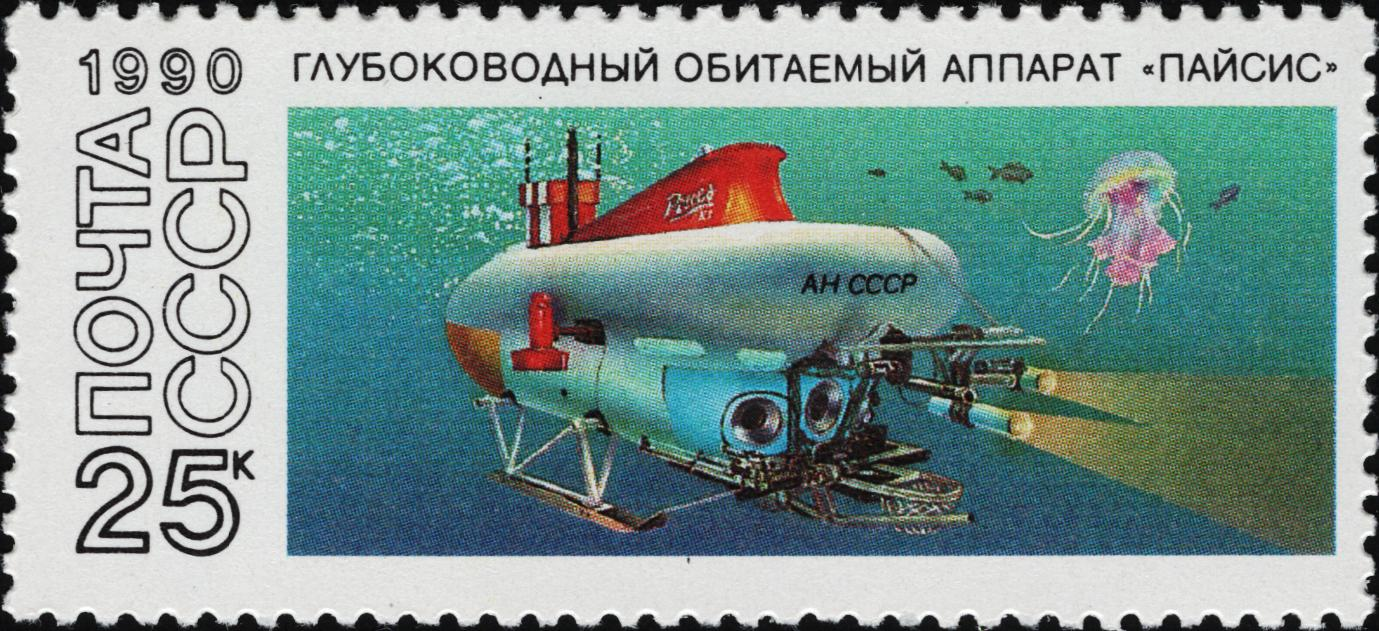
ソビエトの切手に記されたパイシーズ

1971年、パイシーズIVはソビエト連邦が使用するため建造された。しかし、アメリカから旧ソ連圏へと、軍事転用可能な技術が流出するのを防ぐため、アメリカ商務省は国際武器取引規則（ITAR）を設定した。本潜水艇はこの規則に抵触したため、カナダ政府は輸出許可の発行を拒否した。ソ連政府のかわりとして、カナダ水産海洋省は本潜水艇を購入した。現在、パイシーズIVとVの両機は国家海中研究計画(NURP)によりハワイ海底研究所で運用されている。1機目が水中で運用されるとき、2機目のパイシーズは非常時に備えて船上で待機している。

### パイシーズVの運用

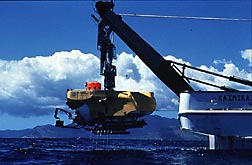
潜水するパイシーズ V

パイシーズ Vは1973年に建造された深海有人潜水艇である。蓄電池から供給される電力を動力源とし、2,000m(6,280 ft)まで潜水可能である。本機は主としてハワイ諸島周辺の海域で使用される。またハワイ本島周辺の深海科学調査と同様、ハワイ島南東沖のロイヒ海山周辺にある熱水フィールドの調査にも使用される。通常、この潜水艇はビデオカメラや他の機材を搭載した状態に整備され、日中、母船から発進する。潜水艇には2本のアームが装備されており、研究対象をつかむ事ができる。アームには温度計が装備され、生物や地質学の資料をつかんで採取箱へ収納でき、潜水艇の機動に困難を伴う場所であっても潜航を補助する。パイシーズ Vの乗員は3名であり、通常の潜水時間は最大10時間である。しかし、緊急時には生命維持装置が140時間まで乗員の生存を維持する。
ハワイ海底研究所(英語: Hawaiʻi Undersea Research Laboratory ,HURL)はこれらパイシーズ Vとパイシーズ IVの2機の潜水艇を所有している。
2機の保有は緊急時の対応に利点が有る。どちらか一方の潜水艇が潜水する際にはもう一方が船上で待機し、問題があった時にすぐに救助に向かう事ができる。このような非常事態には、魚網に絡まったり、海底の岩礁や廃棄物に挟まる事が含まれる。こうした事例において待機中の2機目が救助に向かう。同様に研究探査においても2機の使用は好ましいことである。
2002年8月、パイシーズ Vと姉妹船のパイシーズ IVは、真珠湾の外で沈んでいた日本の特殊潜航艇、甲標的を発見した。発見から時間を遡ること61年、第二次世界大戦において、この特殊潜航艇はアメリカ合衆国海軍所属ウィックス級駆逐艦・ワード号が行った初めての発砲により沈められた。この事件は現代では「ワード号事件」として知られている。甲標的は真珠湾攻撃の開始前に、4インチ50口径砲の弾丸と爆雷が命中して沈没した。潜水艦は真珠湾の入り口から約5マイルの水深400mで見つかった。これは"大西洋でのタイタニック号の発見に次ぐ、太平洋で最も重要な、近代的な海洋考古学の発見"と評された。2003年、パイシーズ Vは1年前に発見した真珠湾の日本の小型潜水艦を訪れた。アメリカ合衆国国務省は小型潜水艦の扱いに関し、日本側の要望を決める為に日本の外務省と連携した。
パイシーズ潜水艇はまた、HURLによって教材としても使用された。2008年、2名のTampa Bay Chapterの潜水士がHURLを訪れ、日本の潜水艦の史跡を訪ねた。一人の潜水士はパイシーズ Vに足をかけて"まるで自分がスペースシャトルの準備をするように感じた"と発言した。ハワイのヒロにあるモクパパパ調査センターには、パイシーズ Vの制御盤の模型が公開されている。
2009年3月5日、科学者達は7つの竹珊瑚を発見した。その中の6種は新種であり、さらに幅広い属を発見した可能性がある。こうした新種のサンゴは、通常の潜水では到達できない深海で生息していた。そのような深度で発見できたのは、パイシーズ Vがそこまで到達でき得たからであった。また彼らは同様に、およそ3フィートの高さと3フィートの幅を持つ大型の海綿を発見した。この海綿の科学名は"cauldron sponge"である。

## パイシーズVIIとIX
パイシーズVIIとパイシーズIXは1975年に建造され、約10年間にわたって運用された。これはソビエト科学アカデミーによってシルショフ海洋研究所(ИОРАН「イオラーン」)でミールが就役するまで続けられた
。アカデミク・クルチャトフ, 調査船ドミトリー・メンデレーエフと アカデミク・ムスティスラフ・ケルディッシュが支援船として用いられた。

## 建造
| 潜水艇           | 完成   | 深度(ft) | 乗員 |
| ---------------- | ------ | -------- | ---- |
| パイシーズ I     | 1965年 | 1,200    | 2    |
| パイシーズ II    | 1968年 | 2,600    | 3    |
| パイシーズ III   | 1969年 | 3,600    | 3    |
| パイシーズ IV    | 1971年 | 6500     | 3    |
| パイシーズ IV    | 1971年 | 6,500    | 3    |
| パイシーズ V     | 1973年 | 6,500    | 3    |
| パイシーズ VI-XI | 1975年 | 6,500    | 3    |

## パイシーズ潜水艇の現在
- 現在、パイシーズIIはカナダのバンクーバに置かれている海洋博物館の深海コーナーで展示されている。
- パイシーズIVとVは更新を受け、ハワイ海底研究所(HURL)にて運用されている。この機関はハワイ大学マノア校の、海洋地球科学技術学部(SOEST)にあるNOAA内に置かれた組織である。
- ロシアが所有するパイシーズVIIとXIの内、1台はカリーニングラードの海洋博物館で展示され、もう一方はミール潜水艇の予備部品を供給するため保管されている。[16]

## 関連書籍
- “Images from Ring of Fire cruise - Pisces V submersible”.   www.gns.cri.nz. 2010年6月4日時点のオリジナルよりアーカイブ。2009年5月8日閲覧。
- Embley, R. W.; de Ronde, C. E.; Massoth, Massoth, G. J., et al. “NASA ADS: Hydrothermal Systems on Kermadec Arc Volcanoes Revealed by PISCES V Submersible Dives”.   adsabs.harvard.edu. 2009年5月8日閲覧。
- Jones, Anthony T.. “ScienceDirect - Sedimentary Geology : Geochronology of drowned Hawaiian coral reefs”.   www.sciencedirect.com. 2009年5月8日閲覧。